# Guerra Civil Irlandesa
A Guerra Civil Irlandesa (em irlandês:  Cogadh Cathartha na hÉireann, em inglês:  Irish Civil War; 28 de junho de 1922 — 24 de maio de 1923) foi um conflito que acompanhou a criação do Estado Livre Irlandês como uma entidade independente do Reino Unido dentro do Império Britânico.
O conflito foi travado entre dois grupos opostos de nacionalistas irlandeses: as forças do novo governo do Estado Livre, apoiantes do Tratado Anglo-Irlandês, e os republicanos, para quem o Tratado representava uma traição da República da Irlanda. A guerra foi ganha pelas forças governistas.
Segundo historiadores, a guerra civil na Irlanda pode ter levado mais vidas do que a guerra da independência contra a Grã-Bretanha, que a precedeu, e deixou a sociedade irlandesa dividida e ressentida nas décadas seguintes. Atualmente, os dois principais partidos políticos da República Irlandesa, a Fianna Fáil e a Fine Gael, são os descendentes diretos dos lados opostos desta guerra.

## Contexto
A Irlanda havia sido por 700 anos um dos mais problemáticos territórios do Reino Unido. Finalmente, após uma guerra de dois anos contra a Inglaterra pela reivindicação da independência, ambos os lados firmaram uma trégua em julho de 1921 e cinco meses depois assinaram o Tratado Anglo-Irlandês. Apesar de conceder o direito de auto-governo a um futuro Estado irlandês em 26 dos 32 condados da Irlanda, permitindo a criação de exército e polícia próprios, o tratado também previa que a nova nação seria parte da Commonwealth britânica, da mesma forma que o Canadá e a Austrália. Além disso, a Coroa Britânica seria representada no novo Estado pelo governador-geral, e os membros do Parlamento teriam que jurar fidelidade à monarquia britânica:
| “ | Eu juro solenemente verdadeira fé e lealdade à Constituição do Estado Livre da Irlanda, como por lei estabelecida, e que eu vou ser fiel a Sua Majestade o Rei George V, seus herdeiros e sucessores, por lei, em virtude da cidadania comum da Irlanda com a Grã-Bretanha e sua adesão e participação do grupo de países que formam a Comunidade Britânica de Nações". | ” |

A oposição ao tratado dentro do Sinn Féin (um dos dois principais partidos políticos do país) e dentro do Exército Republicano Irlandês (IRA) foi liderada pela facção republicana mais fanática e intransigente, chefiada por Éamon de Valera. Eles argumentaram que o documento em questão não atendia às exigências para as quais o país tinha lutado durante a guerra de independência (1919–1921).
Embora no tratado fosse prevista a divisão inevitável da Irlanda em duas, o ponto crucial da disputa sobre o acordo era o fato do líder do governo irlandês ter que jurar lealdade ao monarca britânico. Os defensores do acordo, cujos líderes eram Arthur Griffith e Michael Collins, argumentavam que as condições oferecidas foram as melhores que haviam sido propostas até então.

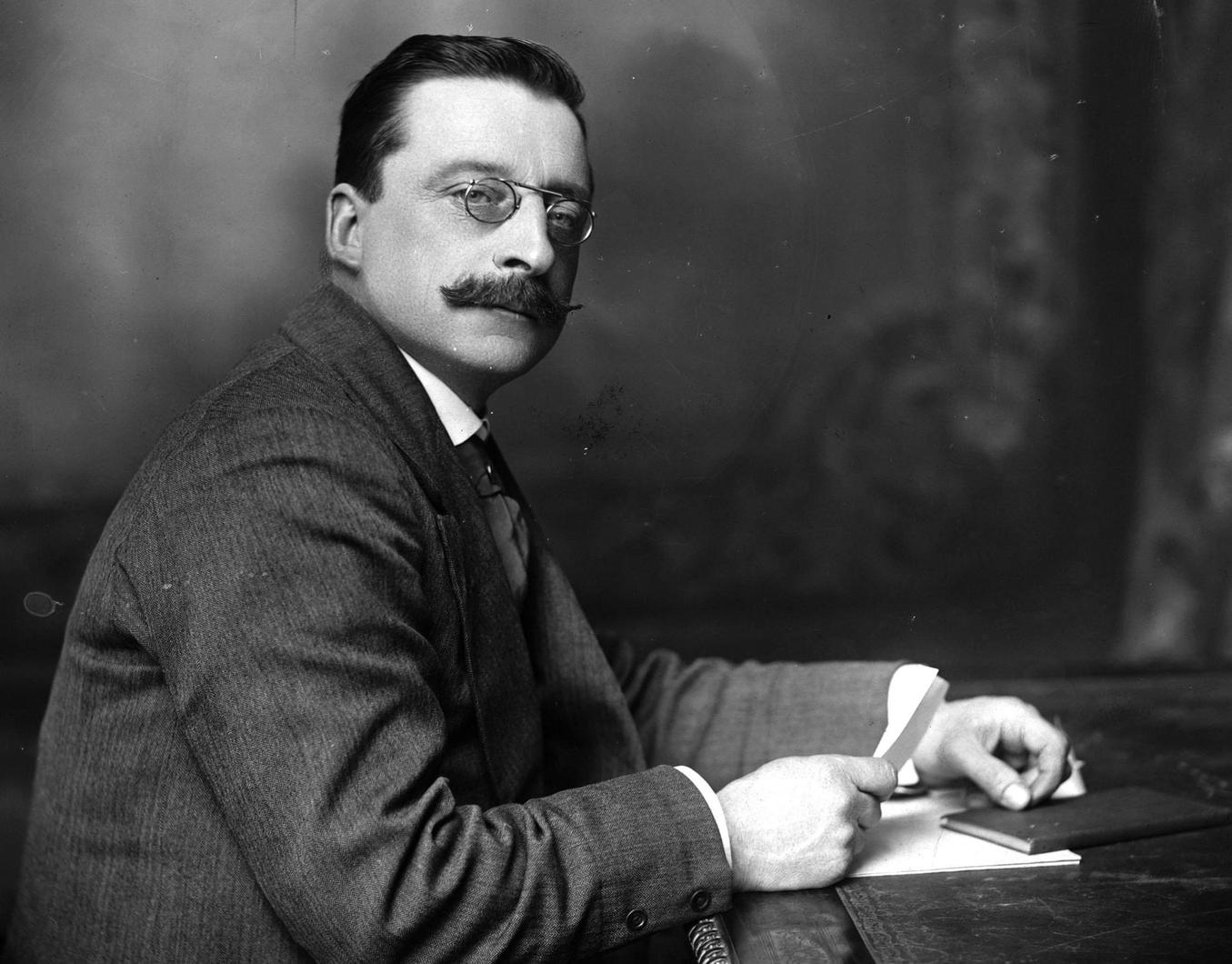
Arthur Griffith: fundador e primeiro líder do Sinn Féin (1905 — 1917).

O novo Estado Livre Irlandês teria Parlamento e governo próprios e total controle sobre sua economia e exército. A facção pró-tratado reconheceu que o acordo não contemplava todas as reivindicações pelo qual haviam lutado na guerra contra a Grã-Bretanha, mas dava oportunidade a que mais tarde pudesse ser alcançado um grau de liberdade maior. Em sua opinião, a oposição ao tratado teria como consequência um novo conflito armado contra os britânicos que o IRA não conseguiria vencer.
O documento foi discutido no Parlamento (Dáil Éireann) de 14 de dezembro de 1921 até 7 de janeiro de 1922, data em que foi votado e aprovado por 64 votos a favor e 57 contra. O tratado também foi levado a referendo popular e acabou sendo ratificado. Em protesto, de Valera renunciou à presidência e deixou o parlamento junto com seus apoiadores. Os republicanos afirmaram que não iriam reconhecer a nova Dáil e os acusaram de trair os ideais da república que tinha sido declarada em 1916.
Isto levou à divisão do Sinn Féin e, mais importante, à divisão do IRA em dois grupos, um favorável ao Tratado Anglo-Irlandês e outro contrário. As negociações para a reunificação do movimento duraram seis meses, mas eram posições irreconciliáveis. Michael Collins tentou formar um "comitê de reunificação do exército" para unir o IRA e propôs um governo de coalizão com de Valera para as próximas eleições. Collins continuou a tentar ganhar apoio dos republicanos ao propor que o futuro Estado Livre teria uma constituição republicana, sem mencionar o rei inglês, mas isso foi vetado pelos britânicos.
Em junho de 1922, a facção pró-tratado do Sinn Féin venceu as eleições, aumentando ainda mais a divisão dentro do movimento. Antevendo a guerra, Michael Collins e Arthur Griffith rapidamente se moveram para firmar o Estado Livre Irlandês, organizando suas instituições e criando um novo exército, formado por membros do IRA simpatizantes do novo governo e apoiado por novos recrutas. Ainda assim, grande parte dos oficiais do Exército Republicano Irlandês permaneceu contrária ao tratado o que, quando o novo regime tentou exercer sua autoridade militar dentro do próprio território, acabou precipitando a guerra.

## Guerra

### Luta em Dublin

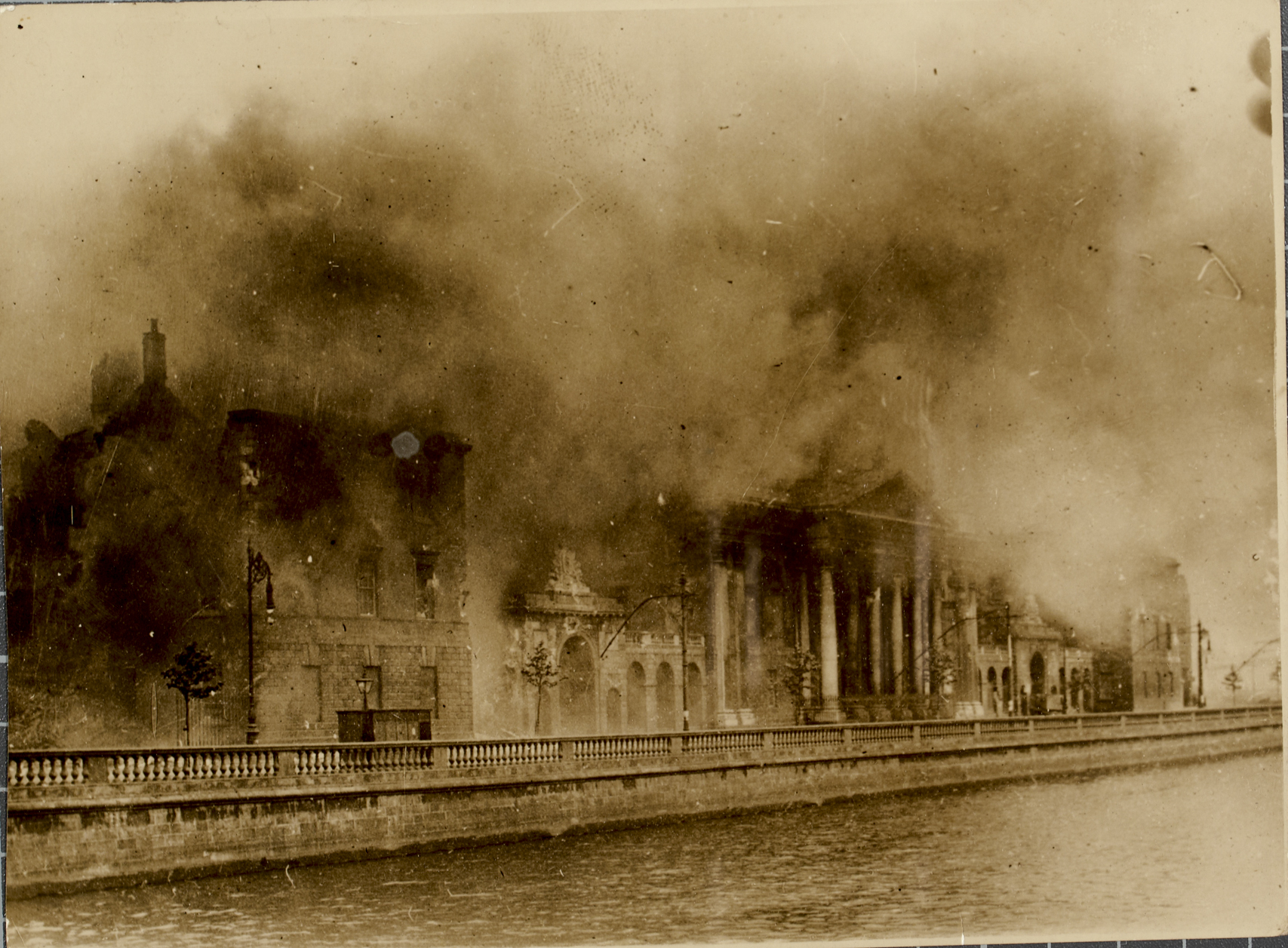
O prédio da Four Courts destruído durante os combates em Dublin em 1922. O edifício seria, mais tarde, reconstruído.

Em 14 de abril de 1922, cerca de duzentos membros da facção antitratado do IRA, liderados por Rory O'Connor, ocuparam o prédio da Four Courts e vários outros edifícios em Dublin, deixando um clima tenso no país. Os republicanos contrários ao tratado queriam, na verdade, reacender o conflito com o Reino Unido, que eles esperavam que iria unir os dois lados do IRA novamente contra o seu inimigo comum. Contudo, para os apoiantes do Estado Livre, que queriam tornar a nova administração nacional viável, isso era um simples ato de rebelião que tinha que ser derrubado por eles (o governo irlandês) e não pelos britânicos. Arthur Griffith, um dos líderes do novo Estado, exigia uma ação militar imediata contra os rebeldes, mas Michael Collins, chefe do governo provisório, queria evitar a guerra civil a todo custo. Nesta altura, a facção pró-tratado do Sinn Féin havia conquistado a maioria dos votos nas eleições gerais daquele ano. Collins também estava sendo pressionado por Londres para reafirmar a autoridade do seu governo pelo país.
Os britânicos estavam perdendo a paciência, em parte devido a uma ação que o próprio Michael Collins teria ordenado. Sir Henry Hughes Wilson, um marechal aposentado do exército britânico e um proeminente conselheiro do primeiro-ministro da Irlanda do Norte, Sir James Craig, foi assassinado em Londres em 22 de junho. Foi alegado que Collins teria ordenado a morte de Wilson em represália por ele não ter evitado os ataques contra católicos romanos no norte do país. Winston Churchill assumiu que a facção antitratado do IRA era responsável pelo assassinato e então ele alertou que se Collins e o governo provisório não tomassem providências contra os rebeldes, ele (Churchill) o faria usando tropas inglesas.
Por fim, em um gesto final de desafio a nova administração do país, a guarnição de republicanos no Four Courts sequestrou, em 27 de junho, JJ "Ginger" O'Connell, um general do novo exército nacional. Collins, após ter dado um último ultimato à tropa no Four Courts para que evacuasse o complexo, decidiu atacar o prédio e bombardeá-lo até que se submetesse. O novo governo irlandês então apontou formalmente Michael Collins como comandante em chefe do exército. Este não foi o primeiro confronto militar da guerra civil, já que diversos pequenos combates entre facções contrárias e favoráveis ao tratado já estavam acontecendo em alguns pontos do país. Porém, foi nesta batalha que a situação chegou a um 'ponto sem retorno', em que ambos os lados deixaram, por um tempo, as conversas de lado e partiram para medir forças se enfrentando pelo país.

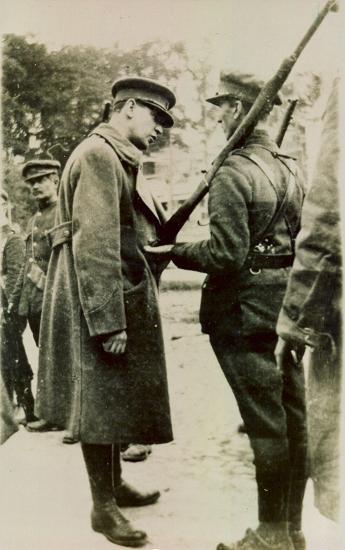
Michael Collins inspecionando tropas do Estado Livre durante a guerra civil.

Collins aceitou a oferta britânica de ajuda militar, que traduziu-se no empréstimo ao Estado Livre de diversos canhões de artilharia, além de outros armamentos leves, como fuzis e pistolas. A guarnição antitratado que estava no Four Courts, se rendeu após dois dias de bombardeio de pequenos morteiros e canhões. Em seguida, as tropas do governo provisório irlandês invadiram e tomaram o prédio rapidamente. Pouco antes do fim da luta no Four Courts, uma grande explosão atingiu a ala oeste do complexo, onde ficava o prédio da administração pública local, e resultou na destruição de vários documentos históricos da Irlanda. Segundo o governo, o prédio havia sido minado, embora historiadores modernos acreditem que era ali que os rebeldes guardavam munição e um  projétil provavelmente acabou acertando o local e deu início à explosão. Nos dias seguintes a conquista do Four Courts, as tropas do governo provisório investiram contra as posições dos rebeldes na capital, tomando violentamente de assalto os bairros e ruas controladas por estes.
Pequenos confrontos armados prosseguiram em Dublin até 5 de julho, até que a unidade local do IRA comandada por Oscar Traynor recuou e ocupou a rua O'Connell, no centro, prolongando a luta por mais uma semana após a queda do Four Courts. Ainda no dia 5, as forças antitratado na capital se renderam ou fugiram. Somados, cerca oitenta combatentes foram mortos (vinte e nove soldados do governo e pelo menos quarenta e nove rebeldes) e outros trezentos ficaram feridos. Pelo menos quinhentos insurgentes foram presos. Mais duzentos e cinquenta civis terminaram mortos ou feridos. Cathal Brugha, um dos principais líderes republicanos, acabou morrendo na batalha.
Quando a luta na capital terminou e as tropas do Estado Livre assumiram firme controle na região, as forças antitratado se dispersaram, principalmente para o sul e para o oeste, ocupando principalmente as zonas rurais para continuar a resistência. O governo então preparou uma nova ofensiva para reassumir o comando de todo o país.

### Os dois lados

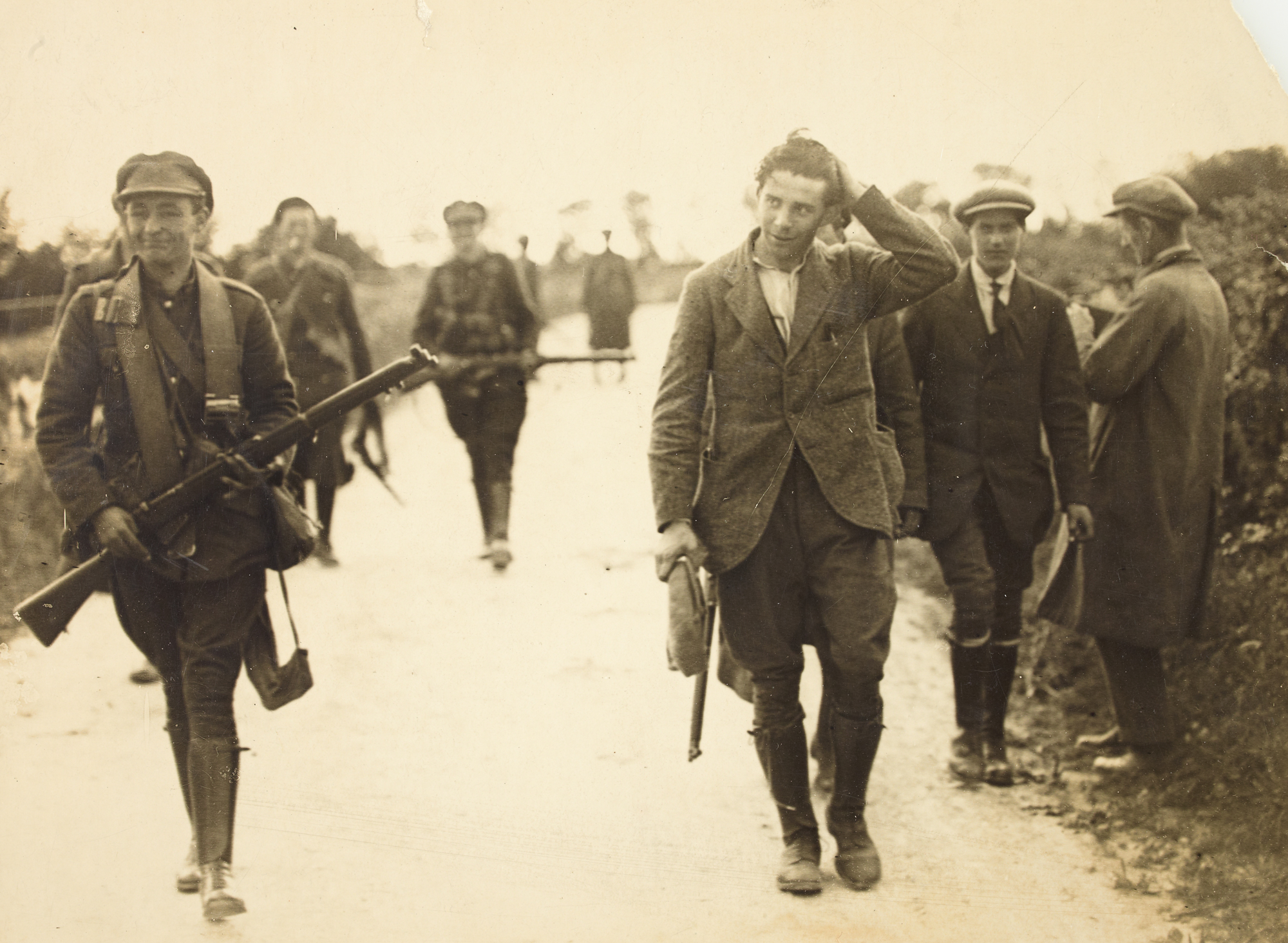
Prisioneiros do IRA sendo escoltados por soldados pró-tratado para os quartéis

O começo da guerra forçou uma divisão entre os apoiadores e opositores do tratado. Os que apoiavam o novo governo irlandês passaram a ser chamados de "pró-tratado" ou "Exército do Estado Livre", nominalmente "Exército Nacional" e também eram chamados de "Staters" pelos seus oponentes. Os opositores do novo regime eram os "Republicanos" e eram conhecidos como forças "anti-tratado", ou ainda "Irregulares", como eram referidos pelos apoiadores do Estado Livre. A facção antitratado do IRA afirmava que eles estavam defendendo a República Irlandesa proclamada em 1916 durante a Revolta de Páscoa, que havia sido confirmado pela First Dáil e que havia sido 'ilegalmente' abolida em prol do Estado Livre. Éamon de Valera disse que seria apenas um "voluntário" para o IRA e deixaria as decisões de combate para os líderes militares republicanos como Liam Lynch e outros comandantes locais.
A guerra civil dividiu o IRA. Quando o conflito começou, a facção antitratado do IRA (concentrada principalmente no sul e no oeste) tinha um efetivo maior do que a das forças favoráveis ao Estado Livre (com quinze mil homens contra sete mil, inicialmente). Contudo, os membros antitratado do IRA não tinham uma estrutura de comando organizada, uma estratégia clara ou armas suficientes. Eles começaram a guerra com 6 780 rifles e algumas metralhadoras. Alguns de seus líderes estavam armados apenas com escopetas. Eles também não tinham veículos de combate suficientes. Mais importante, eles praticamente não tinham artilharia. Como resultado, eles tiveram de lutar na forma defensiva por todo o conflito.
Em contraste, o governo do Estado Livre conseguiu rapidamente expandir suas forças militares logo no começo do conflito. Michael Collins e seus comandantes conseguiram construir com eficiência um exército capaz de subjugar seus inimigos em batalha. Além de apoio financeiro, os britânicos também forneceram às forças pró-tratado enormes quantidades de peças artilharia, aeronaves, veículos de combate, metralhadoras, fuzis, armas pequenas e munição. O Exército Nacional passou de quatorze mil homens em agosto de 1922 para 38 000 no fim do ano e quando a guerra terminou já tinham mais de 55 000 soldados e 3 500 oficiais em suas fileiras. Os melhores combatentes do novo exército eram militantes da chamada "Active Service Unit" de Dublin (uma brigada de elite do IRA que Collins pessoalmente liderou durante a guerra de independência) e por homens do grupo de assassinato "O Esquadrão" ("The Squad"). Perto do fim do conflito, esse grupo foi implicado em diversos crimes de guerra contra guerrilheiros antitratado. A maioria dos oficiais do Exército Nacional eram ex-membros do IRA que se demonstraram favoráveis ao Tratado Anglo-Irlandês, assim como a maioria dos seus soldados. Contudo, muitos dos novos recrutas deste exército eram cidadãos comuns e, principalmente, veteranos (a maioria desempregados) dos regimentos irlandeses que lutaram na Primeira Guerra Mundial pelo Reino Unido. Ex-oficiais do exército britânico também foram recrutados por suas competências técnicas. Muitos comandantes proeminentes do Estado Livre, como Emmet Dalton, John T. Prout e W.R.E. Murphy também serviram como oficiais na Primeira Grande Guerra, sendo que Dalton e Murphy lutaram pelos ingleses e Prout lutou no exército americano. Os veteranos trouxeram considerável experiência de combate para o novo exército irlandês e em maio de 1923 eles já eram metade dos 53 000 soldados das forças pró-tratado e também vinte por cento de seus oficiais. Os republicanos usaram isso como uma arma de propaganda — afirmando que o Estado Livre estava lutando como "fantoche" da própria Grã-Bretanha. Contudo, de fato, muitos dos recrutas do exército do Governo Provisório irlandês eram homens recém recrutados e sem muita experiência militar. Ex-membros das forças armadas britânicas que serviram com os rebeldes republicanos incluem Tom Barry e Erskine Childers.

### O Estado Livre passa para a ofensiva

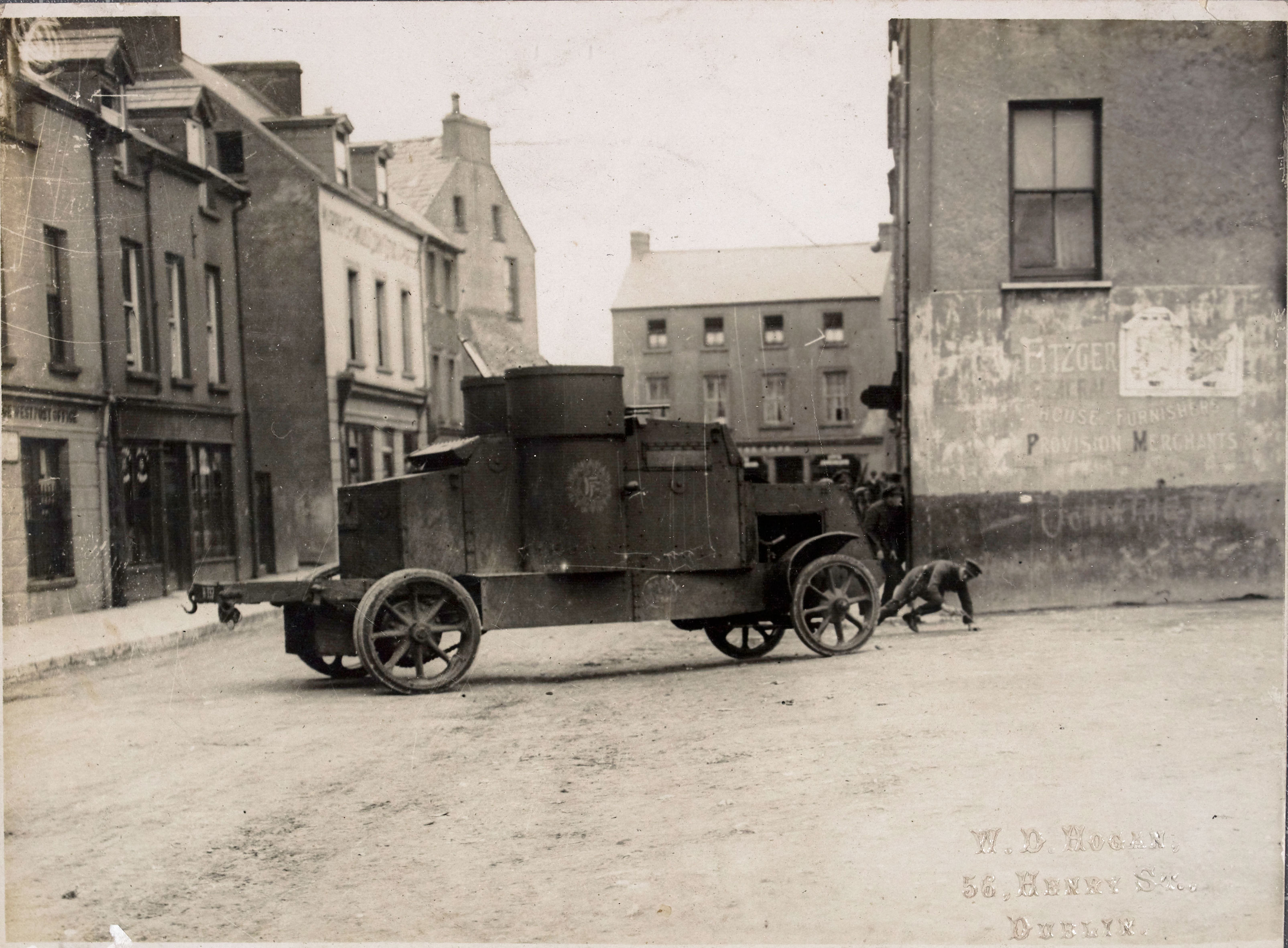
Um carro de combate Peerless em Passage West, em agosto de 1922

Uma vez que Dublin estava sob controle das forças pró-tratado, o conflito no resto do país se tornou generalizado. No começo da guerra, as forças antitratado dominavam Cork, Limerick e Waterford como parte da chamada "República de Munster". Contudo, devido ao fato dos rebeldes republicanos não estarem suficientemente bem equipados para travar uma guerra convencional contra as bem preparadas forças do Governo Provisório irlandês, o general Liam Lynch, um dos líderes do IRA, não conseguiu tirar proveito da superioridade numérica inicial dos exércitos antitratado. Ele esperava simplesmente manter a região de Munster sob seu controle por tempo suficiente até que os britânicos e o Estado Livre não tivessem outra escolha que não fosse a renegociação do tratado. Para tal, os rebeldes voltaram a usar táticas de luta de guerrilha.
A maioria das grandes cidades da Irlanda foram rapidamente tomadas pelas forças pró-tratado em agosto de 1922. Michael Collins, Richard Mulcahy e Eoin O'Duffy planejaram uma série de ofensivas para reconquistar as porções do território nacional que ainda estavam em mãos dos rebeldes do IRA, despachando tropas para um avanço terrestre contra Limerick no oeste e Waterford no sudoeste, enquanto uma outra força desembarcou por mar nos condados de Cork e de Kerry, no sul, e em Mayo, no oeste. No sul, os soldados desembarcaram em Union Hall no condado de Cork e em Fenit e no porto de Tralee, na localidade de Kerry. Limerick caiu em 20 de julho, Waterford no mesmo dia e Cork foi tomada em 10 de agosto, após forças do Estado Livre desembarcarem em Passage West (em leste de Cork). Outra expedição bem sucedida teve lugar no condado de Mayo, no oeste, garantindo o controle governamental daquela região do país. Embora em alguns locais os republicanos esboçassem feroz resistência ao avanço das tropas do Governo Provisório, em nenhum lugar eles conseguiram impor uma derrota significativa às forças inimigas, que tinham armamento superior e, com o passar do conflito, passaram a superá-los também em número. Uma das poucas grandes batalhas convencionais da guerra aconteceu durante a ofensiva final do Estado Livre, em Kilmallock, durante o avanço ao sul de Limerick e terminou em uma decisiva vitória das forças pró-governo.

### Fase de guerrilha
As vitórias que o Governo Provisório conquistou entre junho e agosto, as quais traduziram-se na tomada de várias cidades dos rebeldes, levou posteriormente o conflito a uma nova fase de luta de guerrilha. Após a queda de Cork, Liam Lynch ordenou que as unidades antitratado do IRA se dispersassem e lutassem como "colunas voadoras", da mesma forma que tinham feito contra os britânicos no conflito anterior. Eles se concentraram em áreas próximas aos condados de Cork e Kerry no sul, em Wexford no leste e nas regiões de Sligo e Mayo no oeste. Combates esporádicos também irromperam em Dundalk, onde Frank Aiken e a 4ª Divisão do Exército Republicano Irlandês estavam baseados. Em Dublin, houve alguns combates depois que a cidade caiu e ainda atos de sabotagem, mas eles foram controlados pelas forças pró-tratado.

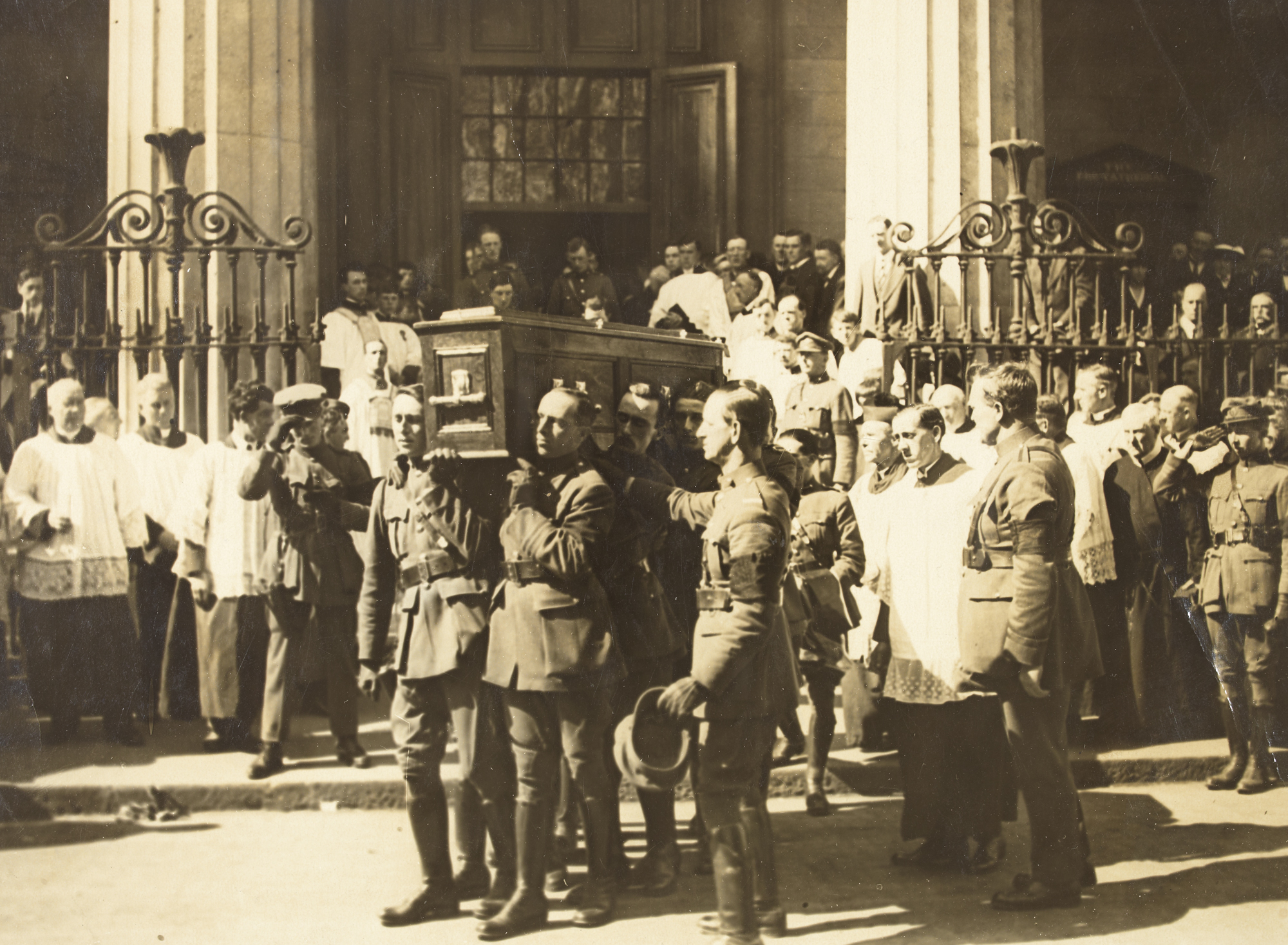
O caixão com o corpo de Michael Collins sendo velado em Dublin.

Entre agosto e setembro de 1922, áreas controladas pelo Estado Livre passaram a sofrer com ataques esporádicos dos rebeldes do IRA, causando diversas mortes. Nesse meio tempo, o comandante em chefe do Exército Nacional, Michael Collins, foi morto em uma emboscada orquestrada por republicanos antitratado em Béal na mBláth, perto de sua cidade natal no condado de Cork, em agosto. A morte de Collins aumentou o ressentimento da liderança do Estado Livre com os republicanos e contribuiu para uma sequência de atrocidades e represálias contra opositores armados do novo regime. Arthur Griffith, presidente do Estado Livre Irlandês, morrera de hemorragia cerebral dez dias antes do falecimento de Michael, deixando W. T. Cosgrave como novo líder do governo e as forças armadas passaram a ser lideradas pelo general Richard Mulcahy. Por um breve período, devido ao aumento das suas perdas e da morte dos seus dois principais líderes, parecia que o Estado Livre poderia entrar em colapso. Porém, a chegada do inverno, somado à crescente falta de suprimentos dos republicanos, fizeram a maré da guerra voltar para o lado dos governistas. As tropas pró-tratado voltaram a fazer progressos no fim de 1922 e continuaram conquistando terreno.
No outono e no inverno de 1922, as forças do Estado Livre lançaram várias pequenas ofensivas contra áreas controladas pelos republicanos onde as campanhas de guerrilha eram mais fortes – por exemplo, as regiões de Sligo, Meath e Connemara, no oeste, foram rapidamente tomadas. Em outras localidades, as unidades antitratado foram forçadas a se dispersar em pequenos grupos, principalmente devido à falta de suprimentos. Apesar das diversas vitórias conquistadas pelo exército nacional do governo provisório, levou quase oito meses de combates esparsos para que o conflito chegasse ao fim.
No final de 1922 e no começo de 1923, a campanha de guerrilha dos rebeldes do IRA começou a perder força. A destruição de propriedades pelos republicanos e a estabilidade alcançada nas regiões controladas pelo Governo Provisório fizeram aumentar a popularidade da administração central. Atos de represálias do IRA, como queimar casas de senadores do Estado Livre e de outras pessoas ligadas aos latifundiários anglo-irlandeses, se tornaram mais frequentes mas posteriormente também começaram a diminuir de volume.
Em outubro de 1922, Éamon de Valera e alguns dos parlamentares antitratado tentaram estabelecer um governo republicano paralelo à administração do Estado Livre, como haviam feito contra o Reino Unido na década anterior. Contudo, isso não resultou em grandes mudanças, pois o "governo" de Valera não conseguiu exercer autoridade sobre as regiões que em teoria controlava. Isso deveu-se à maioria dos republicanos e unidades do IRA preferirem olhar para seus próprios líderes e oficiais locais como as verdadeiras autoridades. Já o Estado Livre Irlandês tinha uma liderança mais concreta e um exército coeso, que lhes garantiu superioridade nos campos de batalha.

### Fim do conflito

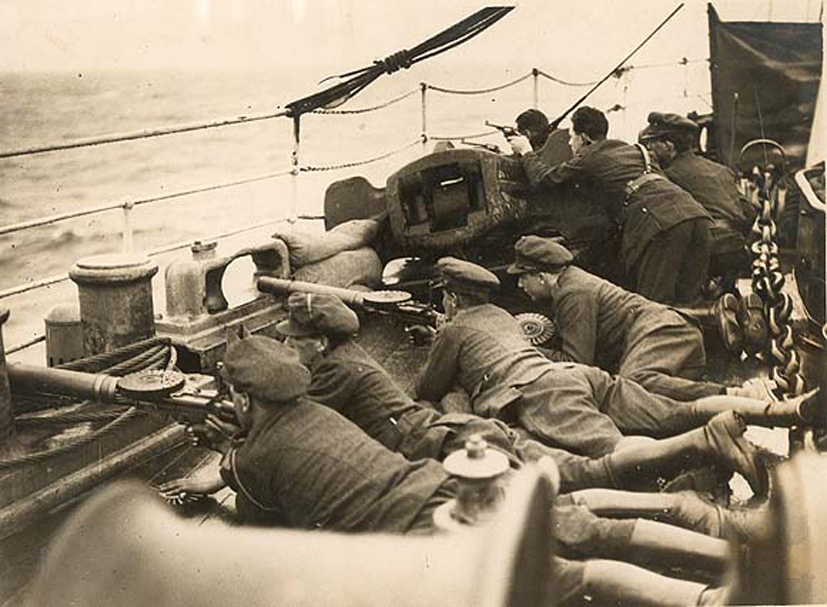
Soldados do exército do Estado Livre em um navio indo para o combate

No começo de 1923, a capacidade da facção antitratado do IRA de fazer guerra estava seriamente debilitada e quando, em fevereiro de 1923, o líder republicano Liam Deasy foi capturado por forças do Estado Livre, ele pediu para que a campanha de guerrilha acabasse e que as parte envolvidas no conflito chegassem a algum tipo de trégua. As execuções de prisioneiros pelas forças do Governo Provisório (trinta e quatro no começo de janeiro de 1923), também começaram a erodir a moral dos republicanos. Além disso, as operações militares do Exército Nacional e suas vitórias nos campos de batalha enfraqueciam a vontade e a capacidade dos rebeldes de continuar lutando.
Em março e abril de 1923, as forças republicanas já estavam se desfazendo, sofrendo com deserções, capturas ou mortes de vários de seus combatentes.
A situação no conflito tornava cada vez mais claro que terminaria com um resultado favorável aos apoiadores do tratado e dos simpatizantes do Governo. Éamon de Valera pediu então para a liderança do IRA considerar um cessar-fogo, mas eles recusaram. O conselho executivo das facções antitratado se reuniu em 26 de março de 1923 no condado de Tipperary para discutir a situação. Tom Barry, um general republicano, propôs uma moção para encerrar a guerra, mas ela acabou sendo recusada por seis votos a cinco.
Em 10 de abril, o general Liam Lynch, um dos líderes mais intransigentes dos republicanos, foi morto em um combate nas montanhas Knockmealdown, no condado de Tipperary. O Exército Nacional tinha conseguido informações com os prisioneiros rebeldes em Dublin de que a executiva do IRA estava naquela região e então lançaram a ofensiva, que não só matou Lynch, mas também resultou nas prisões dos oficiais Dan Breen, Todd Andrews, Seán Gaynor, Frank Barrett e de alguns soldados rasos do IRA que faziam a proteção do local.
Alguns historiadores sugerem que a morte de Lynch permitiu que republicanos mais pragmáticos, como Frank Aiken, que assumiu o papel de chefe do Estado Maior do IRA, a sugerir com mais veemência o fim das hostilidades. A ascensão de Aiken à liderança do IRA foi acompanhada por uma declaração formal de cessar-fogo feita em 30 de abril por parte dos rebeldes. Em 24 de maio, Aiken seguiu as ordens do conselho executivo de voluntários do Exército Republicano Irlandês para largar as armas e abandonar a luta armada. Muitos membros do IRA começaram a se entregar às autoridades nos dias seguintes, praticamente encerrando assim a guerra civil.

## Eventos após o cessar-fogo
Éamon de Valera apoiou o pedido para o IRA cessar as hostilidades contra o governo provisório, enviando um comunicado aos combatentes da facção antitratado em 24 de maio de 1923:
| “ | Soldados da República. Legião de retaguarda: A república não pode mais ser defendida pelas suas armas. Mais sacrifícios em vidas serão em vão e continuar com a luta armada é imprudente para o interesse nacional e prejudicial para o futuro da nossa causa. A vitória militar, no momento, deve ser permitida àqueles que destruíram a república. | ” |

Centenas de guerrilheiros antitratado do IRA (incluindo Éamon de Valera em 15 de agosto) foram presos ou se entregaram às forças do Estado Livre nas semanas e meses que se seguiram ao fim do conflito, ou então simplesmente abriram mão de suas armas e foram para casa.
Logo após o fim formal da guerra, eleições gerais foram convocadas e o partido de W. T. Cosgrave, o Cumann na nGaedheal, que apoiava o Tratado, venceu com um total de quarenta por cento dos votos. Os republicanos, representados pela Sinn Féin, conquistaram vinte e sete por cento do eleitorado. Muitos dos seus candidatos ainda estavam na cadeia durante as votações.
Em outubro de 1923, cerca de oito dos doze mil prisioneiros republicanos que ainda estavam em mãos do Estado Livre fizeram greve de fome. Esta greve durou quarenta e um dias e não conquistou muita coisa. Os prisioneiros então começaram a ser gradualmente soltos nos anos seguintes a eleição de 1923. Em julho, de Valera reconheceu o interesse político republicano era importante nos prisioneiros e disse:
| “ | O futuro da nossa causa e da nação depende, na minha opinião, do espírito dos prisioneiros nos campos e nas prisões. Vocês são os repositórios da fé e vontade Nacional. | ” |

## Consequências

### Perdas em vidas
A guerra civil, apesar de curta, foi sangrenta. Várias figuras públicas acabaram morrendo durante o conflito, incluindo Michael Collins, Cathal Brugha e Liam Lynch. Ambos os lados adotaram táticas brutais: os militantes antitratado mataram diversos deputados da Dáil e queimaram vários locais históricos, enquanto o governo executou diversos rebeldes sumariamente. No condado de Kerry, onde a campanha de guerrilha foi mais implacável, houve várias execuções sumárias de combatentes antitratado capturados. A mais notória aconteceu em Ballyseedy, onde nove prisioneiros republicanos foram amarrados a uma mina terrestre e esta foi detonada, matando oito deles e deixando um vivo, Stephen Fuller, que saiu gravemente ferido.

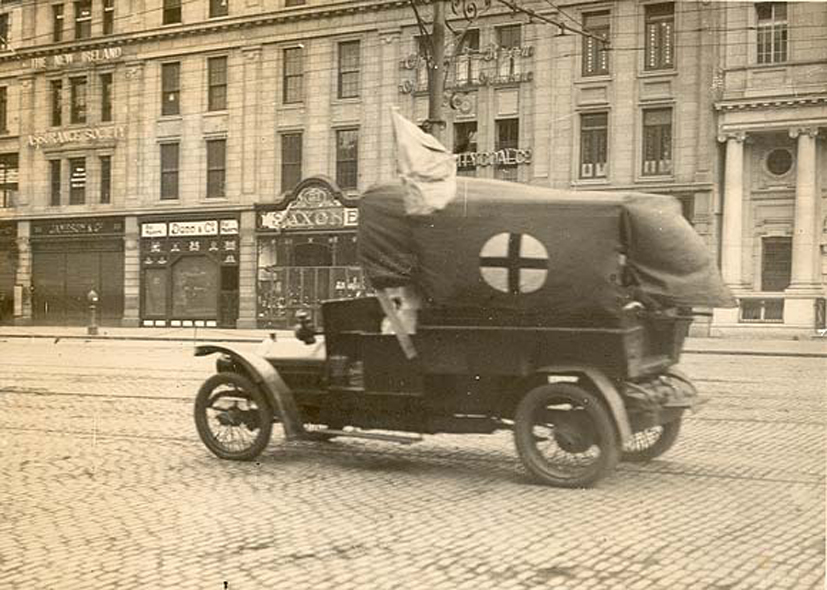
Uma ambulância da Cruz Vermelha na rua Sackville, em Dublin (1922)

O total de mortos e feridos no conflito ainda é incerto. Entre 540 e 800 militares pró governo foram mortos, e as forças antitratado tiveram perdas consideravelmente maiores, perdendo entre mil e três mil combatentes. Estima-se que perto de mil civis podem ter perdido a vida também.
A Garda Síochána, a nova força policial do governo provisório, não se envolveu na guerra. A polícia tinha sido desarmada pela administração do país para ganhar apoio popular e em dezembro de 1922 o IRA emitiu uma ordem para que não se disparasse contra a guarda civil. O departamento de investigação criminal, ou CID, uma unidade de trezentos e cinquenta homens armados, foi criado durante o conflito com o propósito de contra-espionagem e quatro de seus agentes foram mortos. Em outubro de 1923, o grupo foi dispensado.

### Custo econômico
O custo econômico da guerra foi alto. Enquanto suas forças abandonavam suas posições fixas em julho-agosto de 1922, os republicanos queimaram vários edifícios administrativos e de negócios que eles tinham ocupado. Além disso, a subsequente campanha de guerrilha causou muita destruição e afetou muito a economia do novo Estado no início da sua existência. O dano material causado pelo conflito a propriedades chegou a mais de trinta milhões de libras. A infraestrutura do país, como estradas e ferrovias, também foi danificada. Além disso, o custo de fazer guerra também foi alto. O Estado Livre terminou 1923 com um déficit orçamentário de quatro milhões de libras. Por causa desta situação, o país não pôde pagar a dívida com o Império britânico, prevista em tratado. Isso afetou as negociações sobre as fronteiras de 1924–25 do território, e no fim o governo irlandês aceitou a antiga fronteira com a Irlanda do Norte em troca do perdão da dívida.

### Impacto político
O fato da guerra civil irlandesa ter sido lutada entre facções nacionalistas fez com que os combates esporádicos na Irlanda do Norte praticamente acabassem. Michael Collins e Sir James Craig assinaram um acordo em 30 de março de 1922, mas apesar disso, Collins enviou secretamente enormes quantidades de armamentos para os membros do IRA no norte, até uma semana antes de sua morte em agosto de 1922. Por causa da guerra civil, o Norte da Irlanda conseguiu consolidar sua existência e a partição do país foi confirmada nos anos seguintes. A guerra também aumentou o preconceito dos unionistas contra os nacionalistas, o que aumentou a hostilidade entre o sul e o norte. Só após o conflito os republicanos antitratado decidiram lançar ações armadas contra os nortistas, que se intensificaram a partir dos anos 1930. Várias unidades nortenhas do IRA apoiaram o Estado Livre durante o conflito devido ao fato de terem recebido vasto apoio de Collins e, de fato, cerca de quinhentos homens do norte da Irlanda se juntaram ao Exército Nacional do Sul.
O custo do conflito e o aumento do déficit orçamentário nacional causou dificuldades para o Estado Livre e afetou as discussões para definição das fronteiras entre a Irlanda do Norte e do Sul ao fim da década de 1920. Por fim, foi acertado que, em troca do perdão da dívida, fossem aceitas as demarcações territoriais anteriores a guerra, o que irritou os nacionalistas.

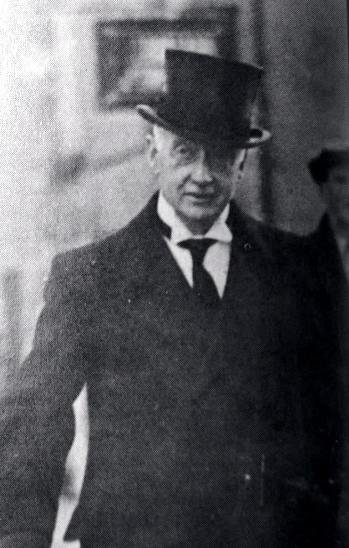
W. T. Cosgrave, primeiro presidente do Conselho Executivo do Estado Livre, eleito após a guerra

Em 1926, tendo falhado em chegar a um acordo com as facções antitratado do IRA e da Sinn Féin para aceitar o novo status quo, um grande grupo, liderado por de Valera e Aiken, voltou à cena política e fundou o partido Fianna Fáil para buscar seus objetivos de forma mais constitucional. Enquanto que a Fianna Fáil conseguiu se tornar uma força política dominante na Irlanda, a Sinn Féin se tornou um partido pequeno e isolado. O IRA, mais numeroso e influente que eles, continuou associado ao rival (não diretamente) até que a organização foi banida por de Valera em 1935.
Em 1927, os membros da Fianna Fáil fizeram o Oath of Allegiance (juramento de fidelidade à Coroa) e entraram na Dáil, efetivamente reconhecendo a legitimidade do Estado Livre. Nesta altura, o novo governo já estava indo a caminho da independência plena. Com o Estatuto de Westminster de 1931, o parlamento britânico oficialmente abriu mão do seu direto e poder de legislar sobre os membros da sua Commonwealth, dando a estes completa autonomia política. Quando chegou ao poder em 1932, a Fianna Fáil, sob a liderança de Éamon de Valera, começou a desmantelar o que ela considerava serem as  características desagradáveis do tratado, abolindo o juramento de lealdade ao monarca inglês (o Oath of Allegiance), removendo os poderes do Governador-geral (representante da autoridade britânica na ilha) e terminando com o Senado (Seanad Éireann), que era dominado por ex-unionistas e nacionalistas pró tratado. Em 1937, foi aprovada a nova constituição, que entre as principais mudanças feitas, fazia do Presidente o Chefe de Estado, sem mencionar de qualquer forma o rei inglês e que também incluía uma reivindicação do norte do país. No ano seguinte, os britânicos exerceram seu direito no tratado de 1922 de usufruir dos portos e docas irlandesas para sua marinha. Quando a Segunda Guerra Mundial começou em 1939, o país foi capaz de mostrar sua independência ao permanecer neutro durante todo o conflito, apesar dos apelos dos ingleses, não obstante Dublin, em alguns momentos, demonstrar apoio à causa Aliada. Finalmente, em 1948, um governo de coalizão, constituído por elementos de ambos os lados da guerra civil (a Fine Gael, pró-tratado, e a Clann na Poblachta, antitratado), anunciou formalmente uma secessão completa do país da Commonwealth Britânica e renomeou o Estado Livre como República da Irlanda. Já na década de 1950, a maioria dos problemas que a guerra civil havia causado em termos políticos já haviam sido sanados.

### Legado
Como a maioria das guerras civis, o conflito deixou um legado amargo, que continua a afetar a política irlandesa até os dias atuais. Os dois maiores partidos na república durante boa parte do século XX e começo do século XXI (até às eleições de 2011) foram a Fianna Fáil e a Fine Gael, que são, respectivamente, descendentes das facções antie pró tratado de 1922. Até à década de 1970, quase todos os proeminentes políticos irlandeses eram veteranos da guerra civil, um fato que acabou levando a disputas entre os dois maiores partidos do país ao nível pessoal. Entre alguns políticos importantes da Irlanda nas últimas décadas que serviram nesta guerra estão os republicanos Éamon de Valera, Frank Aiken, Todd Andrews e Seán Lemass; entre os apoiadores do Estado Livre estão W. T. Cosgrave, Richard Mulcahy e Kevin O'Higgins. Além disso, a maioria dos filhos destes homens e de outros líderes do conflito se tornaram também políticos, perpetuando as feridas da guerra civil a outras gerações. Nos anos 1930, após a Fianna Fáil assumir o poder pela primeira vez, pareceu que a guerra civil poderia eclodir de novo, quando as tensões entre o IRA e os Blueshirts da Guarda Nacional do Estado Livre reacenderam. Contudo, a crise foi revertida e ao redor da década de 1950, já não havia mais violência política na República Irlandesa.
Apesar do fim do conflito, o quebrado IRA continuou a existir. Foi só em 1948 que o grupo anunciou que pararia com os ataques militares na região sul da Irlanda quando esta oficialmente virou uma república. O IRA passou a se dedicar apenas a lutar contra o domínio britânico na Irlanda do Norte. Suas atividades por lá só terminaram formalmente em 1998 quando aceitaram um cessar-fogo com o governo britânico.